# لی کالهون
لی کالهون (انگلیسی: Lee Calhoun; ۲۳ فوریهٔ ۱۹۳۳ – ۲۱ ژوئن ۱۹۸۹) دونده اهل ایالات متحده آمریکا بود.
از افتخارات وی میتوان به کسب مدال طلا دو ۱۱۰ متر با مانع در بازی‌های المپیک تابستانی ۱۹۵۶ و بازی‌های المپیک تابستانی ۱۹۶۰ اشاره کرد.